# دلهره‌آور روان‌شناختی
دلهره‌آور روان‌شناختی یا مهیّجِ روان‌شناسانه یا تریلر روان‌شناختی (به انگلیسی: psychological thriller) یک زیرگونه از گونهٔ سینمایی مهیج است. این گونهٔ سینمایی چاشنی‌ای از گونهٔ معمایی نیز در خود دارد.
این ژانر از فیلم، ترکیبی از سبک دلهره‌آور و داستان روان‌شناختی را در خود دارد. این اصطلاح معمولاً برای توصیف ادبیات یا فیلم‌هایی استفاده می‌شود که به روایت‌های روان‌شناختی در یک فضای دلهره‌آور یا هیجان‌انگیز می‌پردازند.
از نظر بافت و قراردادهای ژانری، تریلر روان‌شناختی زیرمجموعه‌ای از ساختار روایی دلهره‌آور است. این ژانر از نظر سبک به ادبیات گوتیک و داستان کارآگاهی شباهت دارد، زیرا گاهی اوقات حس «حل شدن واقعیت» را به مخاطب القا می‌کند. این نوع داستان‌ها معمولاً از دیدگاه شخصیت‌هایی روایت می‌شوند که تحت فشار روانی هستند و برداشت‌های ذهنی تحریف‌شده و روابط پیچیده و اغلب آزاردهنده میان شخصیت‌های وسواسی و بیمار را به نمایش می‌گذارند.
تریلرهای روان‌شناختی اغلب عناصری از داستان معمایی، درام، فیلم اکشن و پارانویا را در خود جای می‌دهند. این ژانر به‌طور نزدیکی با درام روان‌شناختی و وحشت روان‌شناختی مرتبط است و گاهی با آن‌ها همپوشانی دارد. وحشت روان‌شناختی معمولاً شامل عناصر و موضوعات ترسناک‌تر و سناریوهای آزاردهنده‌تری است.

## تعریف
پیتر هاچینگز بیان می‌کند که فیلم‌های متنوعی به‌عنوان تریلر روان‌شناختی شناخته شده‌اند، اما این اصطلاح معمولاً به داستان‌هایی اشاره دارد که در محیط‌های خانگی روایت می‌شوند، جایی که عمل و هیجان سرکوب شده و جای خود را به بررسی روان‌شناختی شخصیت‌ها می‌دهد. ویژگی متمایز تریلر روان‌شناختی تأکید بر وضعیت‌های ذهنی شخصیت‌ها، برداشت‌ها، افکار، تحریف‌ها و مبارزه آن‌ها برای درک واقعیت است.
جان مدن معتقد است که تریلرهای روان‌شناختی بر داستان، توسعه شخصیت، انتخاب‌ها و درگیری‌های اخلاقی تمرکز دارند. ترس و اضطراب به شیوه‌هایی غیرقابل پیش‌بینی تنش روان‌شناختی را به وجود می‌آورند. با این حال، بیشتر این تریلرها پایانی خوش دارند. مدن اظهار داشت که عدم وجود جلوه‌های ویژه و تأکید قوی بر شخصیت‌ها باعث کاهش محبوبیت آن‌ها در هالیوود شده است. تریلرهای روان‌شناختی با بهره‌گیری از عدم قطعیت دربارهٔ انگیزه‌های شخصیت‌ها، صداقت آن‌ها و نحوه دیدن جهان، حس تعلیق را در مخاطب ایجاد می‌کنند.
با این حال، جیمز ن. فرای تریلرهای روان‌شناختی را یک سبک می‌داند، نه یک زیرژانر. فرای بیان می‌کند که تریلرهای خوب بر روان‌شناسی آنتاگونیست‌هایشان تمرکز دارند و تعلیق را به‌تدریج از طریق ابهام ایجاد می‌کنند. همچنین سازندگان یا ناشران فیلم‌هایی که می‌خواهند از مفاهیم منفی وحشت فاصله بگیرند، اغلب کارهای خود را به‌عنوان تریلر روان‌شناختی طبقه‌بندی می‌کنند. منتقدان نیز گاهی اوقات برای ارتقای ارزش ادبی یک اثر، آن را تریلر روان‌شناختی می‌نامند.

## ابزارها و تکنیک‌های ادبی
- پیچش داستانی – فیلم‌هایی مانند روانی و شاه‌کلید این موضوع را تبلیغ کرده‌اند که شامل پیچش داستانی هستند و از مخاطبان خواسته‌اند از افشای اسپویلرها خودداری کنند. تریلرهای روان‌شناختی با پیچش داستانی ضعیف، مانند روستا (فیلم ۲۰۰۴)، در گیشه فروش با شکست مواجه شده‌اند.[۱۰]
- راوی غیرقابل اعتماد – اندرو تیلور راوی غیرقابل اعتماد را به‌عنوان ابزاری رایج در تریلرهای روان‌شناختی شناسایی کرده و آن را به تأثیر ادگار آلن پو بر این ژانر نسبت می‌دهد. در این زمینه، جنون جنایی ممکن است به‌عنوان یک موضوع مورد بررسی قرار گیرد.[۱۱]
- مک‌گافین – آلفرد هیچکاک مفهوم مک‌گافین را معرفی کرد، به‌عنوان یک هدف یا شیء که داستان را شروع یا پیش می‌برد. مک‌گافین اغلب به‌صورت مبهم تعریف می‌شود و می‌تواند برای افزایش تعلیق (روایت) استفاده شود.[۱۲]
- نکته انحرافی – این اصطلاح که توسط ویلیام کابیت رواج یافته است، نوعی مغالطه است که شامل معرفی یک موضوع غیرمرتبط برای منحرف کردن توجه مخاطب می‌شود. نکته انحرافی برای هدایت مخاطب به فرضیات نادرست و گمراه کردن توجه آن‌ها استفاده می‌شود.[۱۳]

## موضوعات
در سال‌های اخیر، بسیاری از تریلرهای روان‌شناختی در رسانه‌های مختلف (فیلم، ادبیات، رادیو و غیره) ظاهر شده‌اند. با وجود این اشکال متفاوت بازنمایی، روندهای کلی در روایت‌ها دیده می‌شود. برخی از این موضوعات مشترک شامل موارد زیر هستند:
- مرگ
- هستی/قصد
- این‌همانی
- ذهن
- ادراک
- واقعیت

در تریلرهای روان‌شناختی، شخصیت‌ها اغلب باید با مبارزات درونی روبرو شوند. فراموشی یک فنون پی‌رنگ رایج است که برای بررسی این سؤالات استفاده می‌شود. شخصیت ممکن است با تهدید مرگ مواجه شود، مجبور به کنار آمدن با مرگ دیگران باشد یا مرگ خود را جعل کند.
تریلرهای روان‌شناختی می‌توانند پیچیده باشند و منتقدان ممکن است تماشای دوباره یا سه‌باره فیلم را برای «رمزگشایی اسرار آن» توصیه کنند.
عناصر رایج ممکن است شامل شخصیت قراردادی‌هایی مانند هاردبویلد و قاتل زنجیره‌ای باشد که درگیر یک بازی گربه و موش هستند.
رمان‌های داستان هیجانی، نمونه‌های اولیه تریلرهای روان‌شناختی، به دلیل موضوعات مربوط به خشونت و روابط جنسی، از نظر اجتماعی غیرمسئولانه تلقی می‌شدند. این رمان‌ها و برخی آثار دیگر از ماجراجویی‌های کارآگاه واقعی جک ویچر الهام گرفته شده‌اند.
آب، به‌ویژه سیلاب‌ها، اغلب برای نشان دادن ذهن ناخودآگاه استفاده می‌شود، مانند فیلم‌های آنچه در زیر است و در خواب‌ها.
تریلرهای روان‌شناختی ممکن است همیشه به باورپذیری توجه نداشته باشند.
پیتر هاچینگز جالو، زیرژانری ایتالیایی از تریلرهای روان‌شناختی، را به‌عنوان معماهای قتل خشونت‌آمیز توصیف می‌کند که بر سبک و جلوه‌های بصری به‌جای منطق تمرکز دارند.
به گزارش پیتر بی. فلینت از نیویورک تایمز، منتقدان آلفرد هیچکاک او را به استفاده از «ترفندهای سطحی، خطوط داستانی غیرمنطقی و تصادف‌های عجیب» متهم کرده‌اند.

## نمونه‌ها

### فیلمنامه‌نویسان و کارگردانان
- برد اندرسون – اتان اندرترون از FirstShowing.net فیلم‌های تریلر روان‌شناختی اندرسون را «منحصر به‌فرد» توصیف کرده و بر موضوع فراموشی تمرکز دارد.[۲۰]
- داریو آرجنتو – کارگردان ایتالیایی که برای فیلم کالت‌هایش در ژانر جالو، وحشت و تریلرهای روان‌شناختی شناخته می‌شود. او اغلب «هچکاک ایتالیایی» نامیده می‌شود.[۲۱]
- دارن آرونوفسکی – اغلب به موضوعات جنون، جستجوی کمال و روان‌شناسی می‌پردازد.[۲۲][۲۳]
- پارک چان-ووک – کارگردان کره‌ای که این ژانر را در سه‌گانه انتقام خود (همدردی با آقای انتقام، پیرپسر و بانوی انتقام)، استوکر و کنیز بررسی کرده است.[۲۴]
- دیوید کراننبرگ – فیلیپ فرنچ بیان می‌کند که کراننبرگ «نماینده برجسته» زیرژانری از تریلرهای روان‌شناختی با عنوان وحشت جسمی است که شامل داستان‌هایی از وحشت در ارتباط با انگل‌ها، دگردیسی‌ها، بیماری‌ها، تجزیه و زخم‌های جسمی است.[۲۵]
- برایان دی پالما – وینسنت کنبی او را «سینه‌فیلی» می‌نامد که به‌خاطر تریلرهای روان‌شناختی و فیلم‌های وحشتش که از آلفرد هیچکاک تأثیر گرفته‌اند، شناخته می‌شود.[۲۶]
- آلفرد هیچکاک – هیچکاک اغلب مفاهیم زیگموند فروید را در تریلرهای خود به کار می‌برد، مانند مهمانسرای جامائیکا، ربه‌کا، طلسم‌شده، پنجره عقبی، سرگیجه، روانی و مارنی.[۲۷]
- ساتوشی کن– کارگردان انیمه ژاپنی که برای ساخت تریلرهای روان‌شناختی همچون آبی تمام‌عیار و پاپریکا شناخته می‌شود.[۲۸]
- دیوید لینچ– فیلم‌های سورئال او باعث ایجاد اصطلاح «لینچی» شده است که جف جنسن از انترتینمنت ویکلی آن را «عجیب و پیش‌پاافتاده یا کاملاً خیال‌انگیز» تعریف می‌کند.[۲۹]
- کریستوفر نولان– کارگردان بریتانیایی-آمریکایی که فیلم‌هایش به موضوعات ذهن، حافظه، و مرز میان خیال و واقعیت می‌پردازند.[۳۰]
- رومن پولانسکی– به گفته شیلا جانستون از ایندیپندنت، او به‌عنوان «کارگردانی در کلاس جهانی» توصیف شده و شهرتش با «تریلرهای روان‌شناختی اولیه فوق‌العاده‌اش» شکل گرفته است.[۳۱]
- مارتین اسکورسیزی– کارگردان آمریکایی که برای تریلرهای روان‌شناختی همچون راننده تاکسی، تنگه وحشت و جزیره شاتر شناخته می‌شود.[۳۲]
- ام. نایت شامالان– کارگردان هندی-آمریکایی که برای ساخت تریلرهای روان‌شناختی با پیچش داستانی شناخته می‌شود.[۱۰]
- دیوید فینچر– کارگردان آمریکایی که برای فیلم‌های جریان اصلی دلهره‌آور با عناصر روان‌شناختی همچون هفت و دختر گمشده شناخته می‌شود.[۳۳]